# Absidia glauca
Absidia glauca är en svampart som beskrevs av Hagem 1908. Absidia glauca ingår i släktet Absidia och familjen Mucoraceae.   Inga underarter finns listade i Catalogue of Life.